# Jean-Baptiste Chatigny
Pour les articles homonymes, voir Chatigny.
Jean-Baptiste Chatigny, ou Joanny Chatigny, né à La Guillotière (aujourd'hui incorporée à Lyon) le 19 janvier 1834 et mort à Lyon le 11 juillet 1886, est un peintre et sculpteur français.

## Biographie
Jean-Baptiste Chatigny est admis à l'École des beaux-arts de Lyon où il étudie d'abord la gravure, qu'il délaisse pour la peinture. Il obtint le prix au concours de peinture d’histoire et part en Italie, où il étudie surtout la peinture vénitienne. De là, il rejoint Paris où il travaille pendant douze ans, et passe par les ateliers de François-Édouard Picot et de Thomas Couture. Il y rencontre les artistes qui influencent son œuvre et l'orientent vers la peinture religieuse.
En 1862, il rentre à Lyon, s'y marie et s'y fixe définitivement. Il présente ses œuvres au Salon lyonnais quatre ans plus tard. Il reçoit de nombreuses commandes de peintures religieuses pour les églises de Lyon, mais également d'autres villes françaises, dont Villefranche-sur-Saône, Paray-le-Monial, Chénelette et Chalon-sur-Saône. Il expose ses œuvres dans les galeries lyonnaises jusqu'à sa mort.
Son atelier est mentionné au no 11 rue de Jarente à Lyon, de 1873 à 1879. Dans son atelier ont travaillé des artistes comme Étienne Gautier, Lucien Bégule ou Edmond Tapissier.
Sa production de sculptures se compose de bustes et de médaillons portant la marque d'une vison romantique de la mort, témoin d'un travail sur la spiritualité.
En 1886 se tient une exposition posthume de ses œuvres au palais de la Bourse à Lyon, dans la salle des réunions industrielles, mise gracieusement à la disposition de Mme Chatigny par le maire de Lyon et par la chambre de commerce. Parmi les œuvres exposées figurent L'Enfant et l'agneau de 1872, prêté par le musée de l'Hospice Saint-Roch d'Issoudun.
Jean-Baptiste Chatigny est inhumé à Lyon au cimetière de Loyasse.

## Œuvres dans les collections publiques
Aux États-Unis
- Los Angeles, Getty Center : Tête de saint Jean Baptiste, 1869, bronze[8].

En France
- Chalon-sur-Saône, cathédrale Saint-Vincent : une huile sur toile dans une chapelle[2].
- Chénelette, église : peintures dans trois coupoles[2].
- Grenoble, musée de Grenoble : Vierge à l'enfant entre deux saints, 1876, huile sur toile, 333 × 300 cm[9].
- Lyon, chapelle de l’Hôtel-Dieu :
  - Jésus et Saint-Jean, 1868, huile sur toile[2] ;
  - La Communion, 1868, huile sur toile[2].
- Lyon, musée des beaux-arts.
- Paray-le-Monial, chapelle de la Visitation : une huile sur toile[2].
- Villefranche-sur-Saône, collégiale Notre-Dame-des-Marais :
  - Saint Antoine ermite, 1858, huile sur toile, 200 × 90 cm. Classée au titre objet le 16 mai 2003 ;
  - Le Baptême de Clovis, chapelle des fonts baptismaux[2].

- Localisation inconnue : Ascanio, élevant à la hauteur de ses yeux une coupe qu’il vient de ciseler, 1865, huile sur toile[10].

## Réception critique
Philippe Burty dira en 1865, à propos de son Ascanio : « le ton général est inconsistant et l’intention du geste mal indiquée, car, au premier coup d’œil, nous avions cru à une scène d’ivresse ».
G. de Saint Félix, en 1872, mentionnera en parlant de sa Jeune fille portant un vase sur la tête : « M. Chatigny est un peintre de talent, son coloris est vrai, le dessin est bon, mais l’artiste manque de force et de vigueur, sa Jeune fille portant un vase sur la tête est une œuvre fraîche et naïve, mais qui sent un peu la phtisie, de la vigueur, M. Chatigny, de la vigueur ; et puis que signifie votre Faust et Marguerite, et quelles sont les cheminées d’usine et ces bancs prosaïques ? Est-ce assez mauvais, grand Dieu, allons, soyez vrai avant tout. ».
À l'occasion de l'Exposition universelle de 1894 de Lyon, où est exposée la Jeunesse de Jean Jacques Rousseau de 1878, Georges de Myrte précisera : « Le J.-J. Rousseau est un bijou généralement fort admiré. Il est malheureux que ce J.-J. Rousseau ne ressemble que fort vaguement au philosophe généralement inculte du Contrat Social. Ce n’est point le penseur en révolte avec les institutions de son époque, c’est un courtisan de Louis XV et non des moins enrubannés. Sauf ces restrictions, le tableau est admirable ; J.-J. Rousseau est étendu dans une pose pleine d’un abandon qui n’est pas étudié, et l’anatomie du visage et des mains est irréprochable. En somme, page superbe, peu véridique peut-être, mais rempli d’enseignements pour ceux qui voudront étudier à loisir les procédés d’un peintre aujourd’hui disparu. »
Lors du Salon lyonnais de 1880, un critique signalera qu'une « grisaille a remplacé une étude de M. Chatigny d’un dessin assez mou et d’une peinture trop cotonneuse, un « domino » démasqué avec des gants jaunes, qui n’a fait qu’apparaître. Où est le peintre de Médora ? »
Au Salon lyonnais de 1881, on lira : « M. Chatigny, pour lequel la critique n’a pas été très tendre, lui, aurait certainement pu retirer le sien (de tableau), les Bergères de la Nuzière, s’il l’avait souhaité ; mais la peinture de M. Chatigny a été achetée par la Société, en compagnie de pas mal d’autres médiocrités, et elle est restée. »

Œuvres de Jean-Baptiste Chatigny
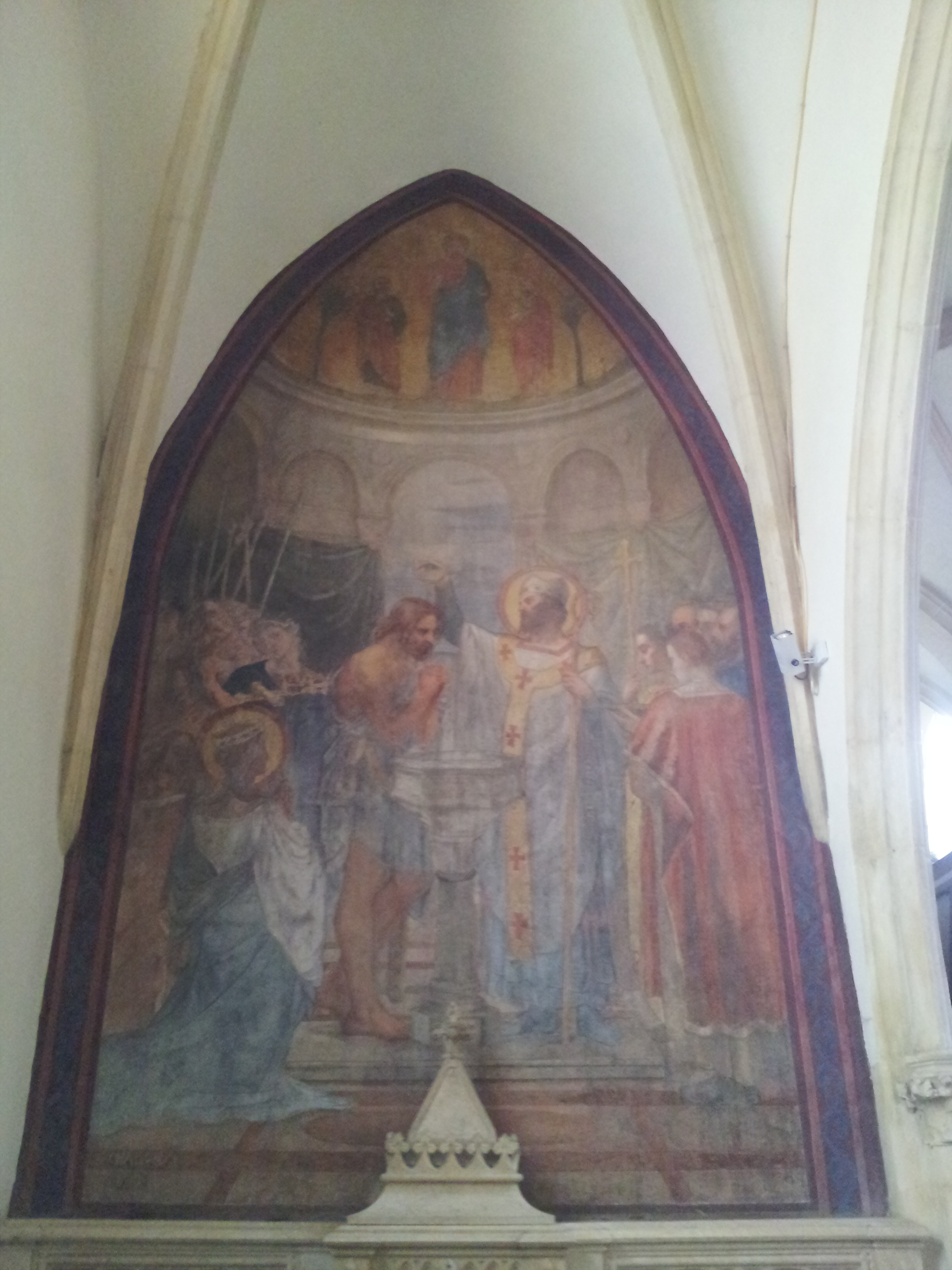
Le Baptême de Clovis, Villefranche-sur-Saône, collégiale Notre-Dame-des-Marais.
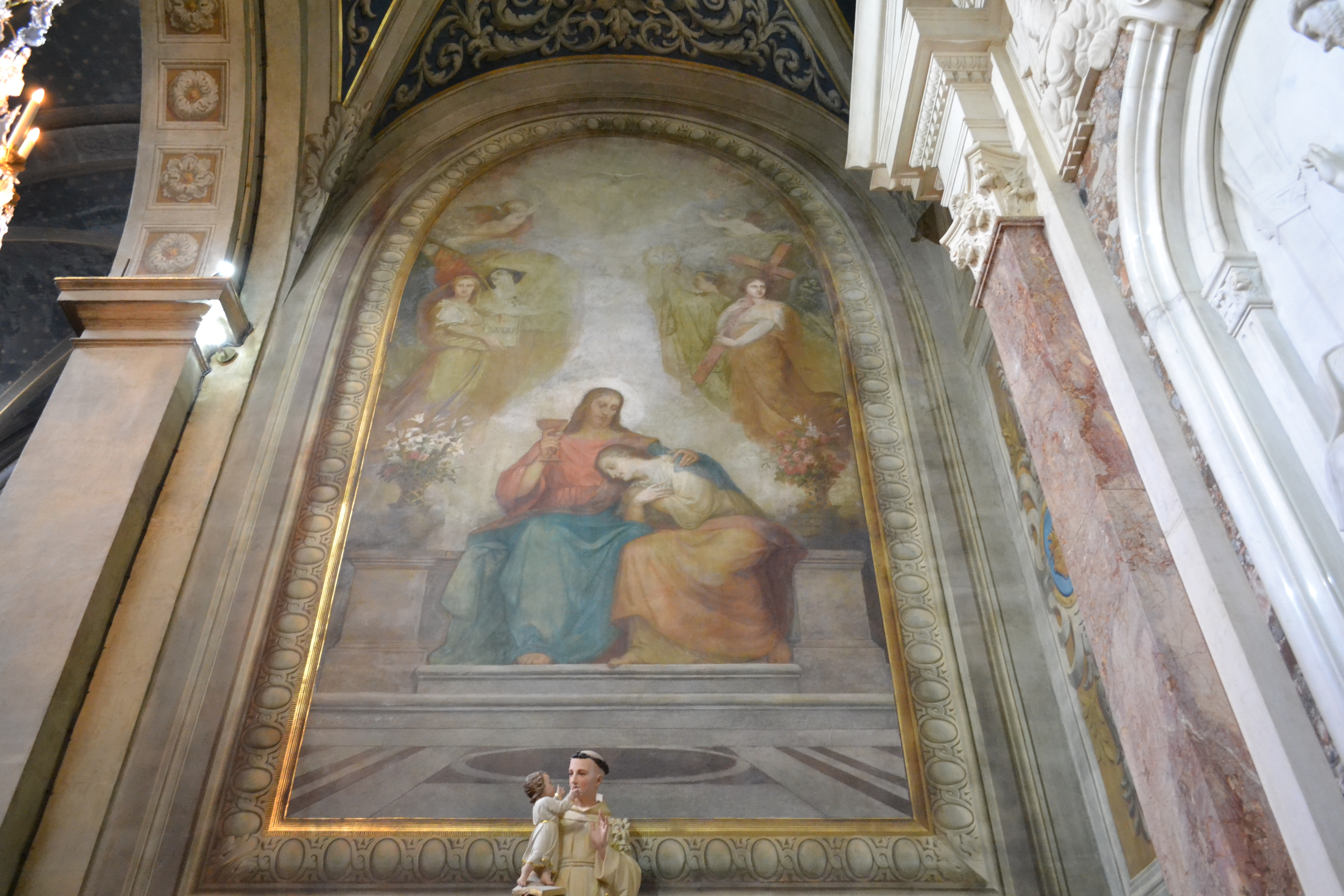
La Consolation du Sacré-Cœur ou Le Christ et saint Jean (1867), Hôtel-Dieu de Lyon, chapelle du Sacré-Cœur.
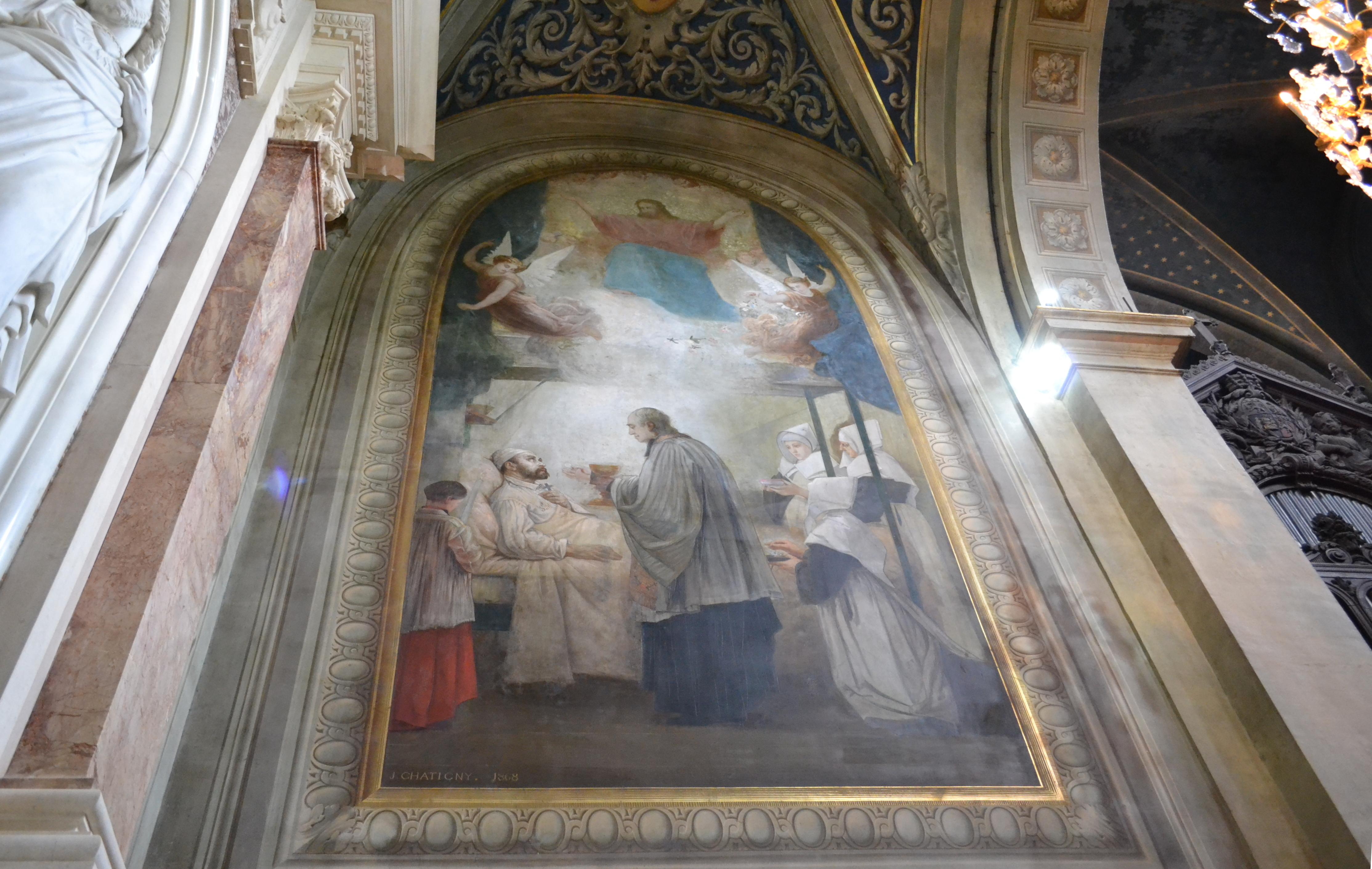
La Communion ou La Bonne Mort (1867), Hôtel-Dieu de Lyon, chapelle du Sacré-Cœur.

### Source de traduction
- (it) Cet article est partiellement ou en totalité issu de l’article de Wikipédia en italien intitulé « Joanny Chatigny » (voir la liste des auteurs).